# Wichert Akkerman
Wichert Akkerman es un programador de computadoras holandés, conocido por sus contribuciones a Debian, dpkg, Plone y strace.
Fue elegido por dos mandatos como el líder del Proyecto Debian y sirvió enero de 1999 a marzo de 2001. Le sucedió en ese rol Ben Collins. También se ha desempeñado como secretario de Software en el Interés Público.
Actualmente vive en Leiden, Países Bajos.